# گوریل کوهی
گوریل کوهی (نام علمی: Gorilla beringei beringei) یکی از دو زیرگونه‌های گوریل شرقی است. این گوریل‌ها در دو جای جهان یافت می‌شوند: گروه نخست در کوه‌های آتشفشانی ویرونگا در مرکز آفریقا در میان سه پارک ملی امگاهینگا در جنوب غرب اوگاندا، آتشفشان در شمال غربی رواندا، و پارک ملی ویرونگا در شرق جمهوری دموکراتیک کنگو؛ و گروه دوم در پارک ملی حفاظت شده بویندی در اوگاندا. بعضی نخستی‌شناسان، جمعیت ساکن در بویندی را زیرگونه‌ای مستقل می‌دانند، اگرچه هنوز اطلاعات کامل برای جدا ساختن این دو در دسترس نیست. تا ژوئن ۲۰۱۸، بیش از ۱۰۰۰ گوریل کوهی در طبیعت وجود داشته است.